# Nephila
Genre
Synonymes
- Chondronephila Dahl, 1911
- Cyphonephila Dahl, 1911
- Lionephila Dahl, 1911
- Poecilonephila Dahl, 1911
- Zeugonephila Dahl, 1911
- Nothonephila Archer, 1958
- Geratonephila Poinar, 2012

Nephila est un genre d'araignées aranéomorphes de la famille des Araneidae.
Ces araignées sont appelées Néphiles.

## Distribution
Les espèces de ce genre se rencontrent en Asie,  en Océanie, en Afrique et en Amérique.
Les Nephila de la faune française sont représentées par "Nephila inaurata inaurata, de la Réunion, Nephila comorana Strand,1916, de Mayotte endémique de l'archipel des Comoreset Nephila clavipes de la Guyane. 

## Description

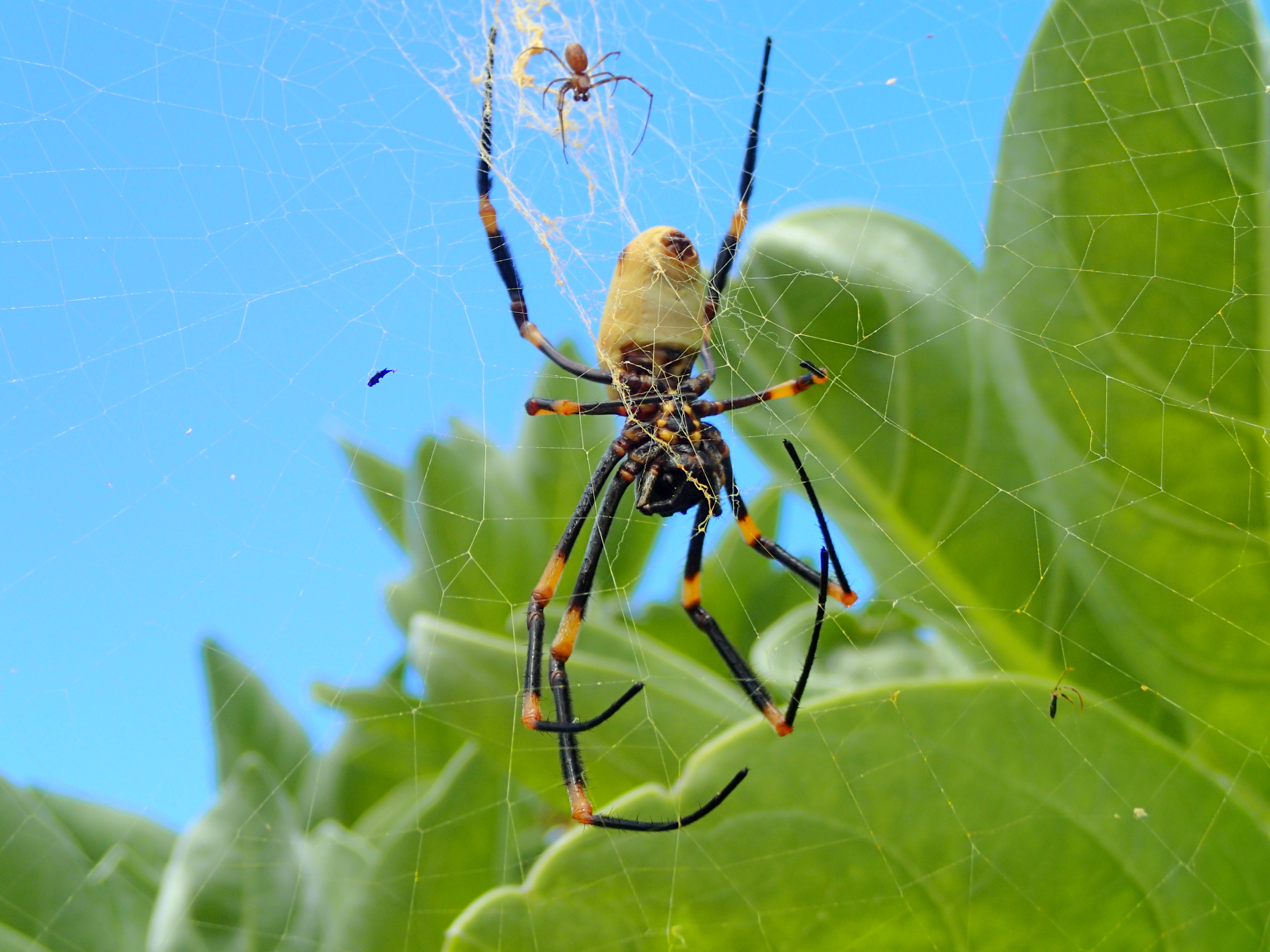
Nephila tetragnathoides

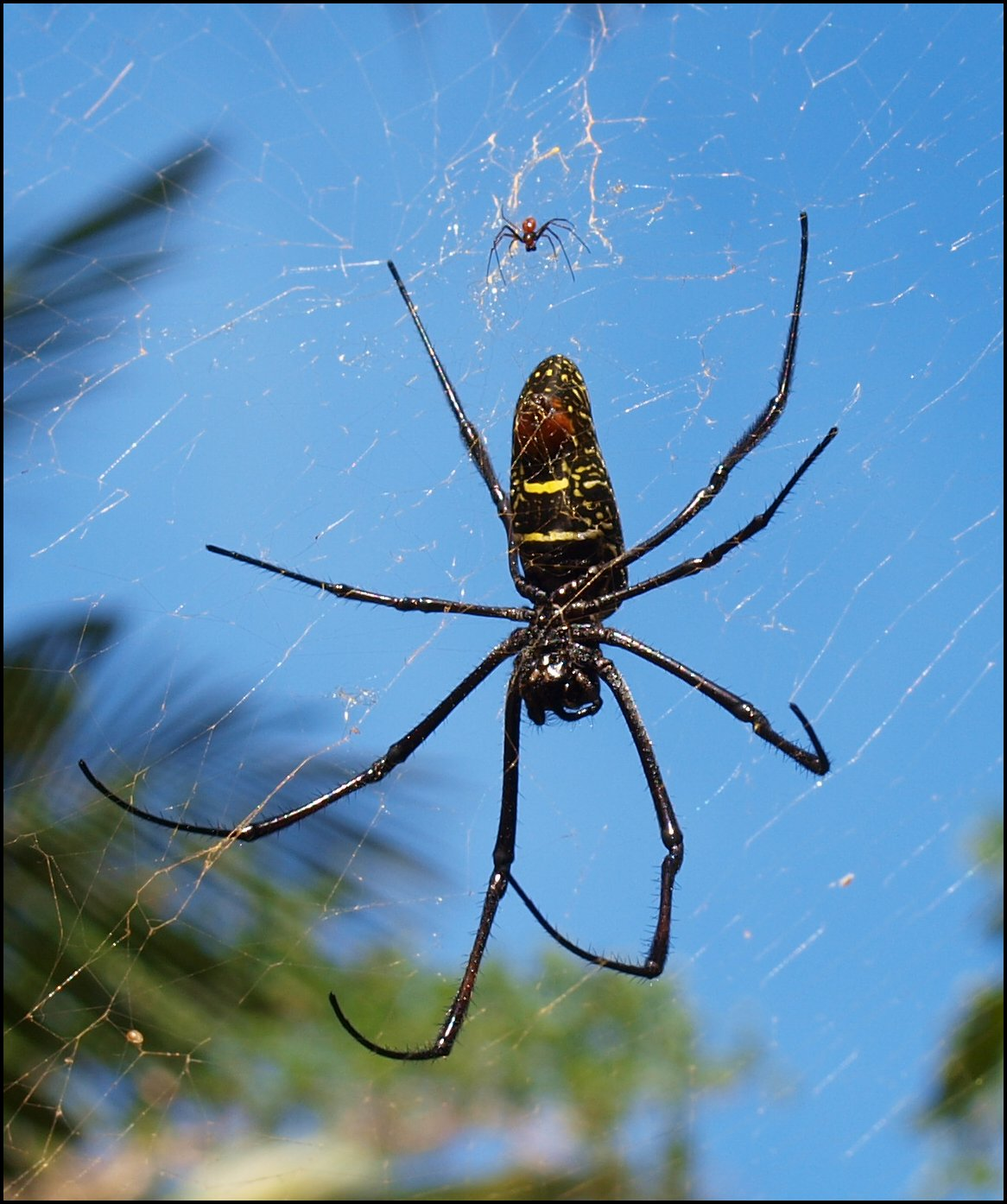
Nephila comorana

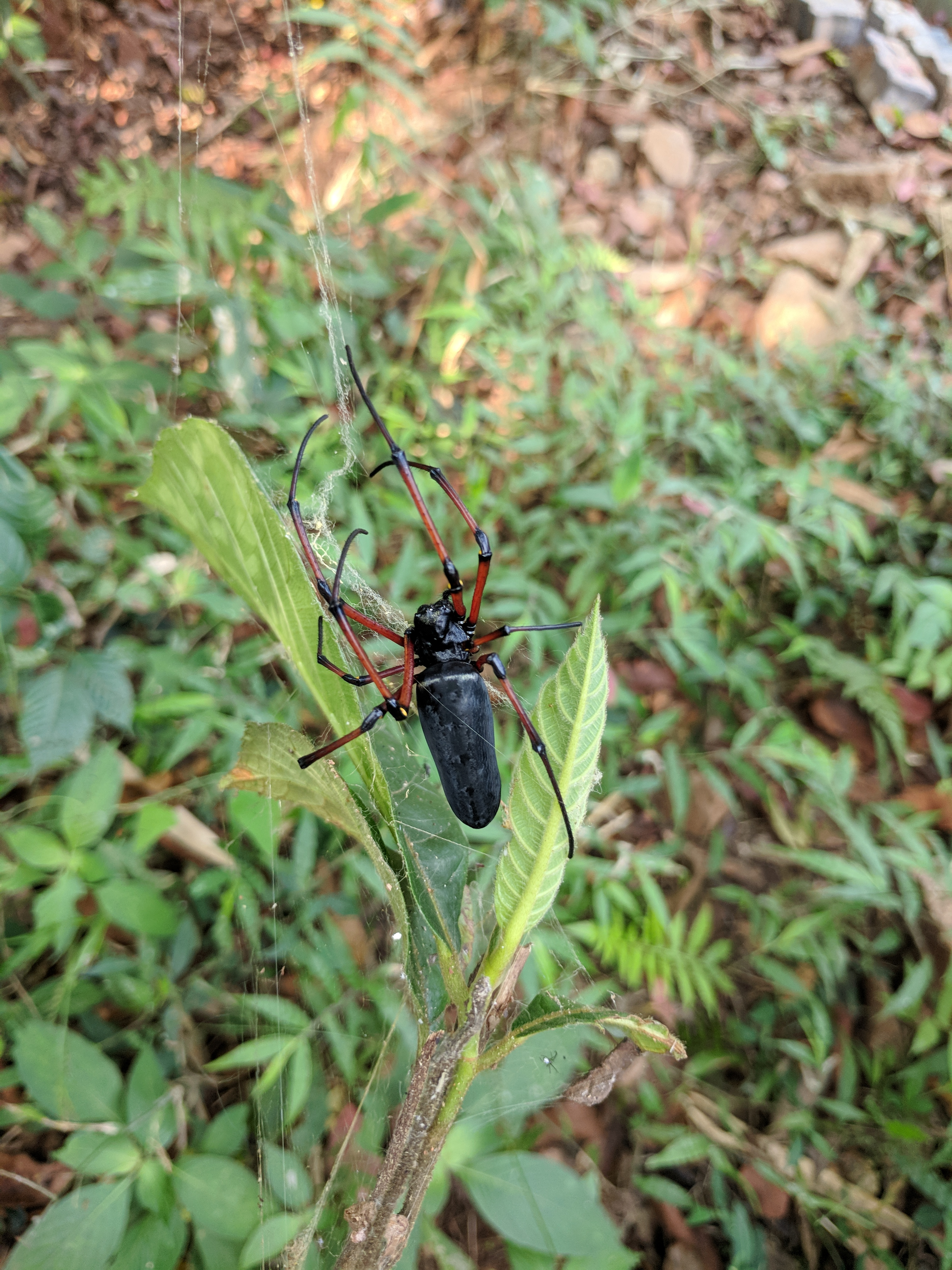
Nephila kuhlii

Ces araignées tissent des toiles de plus d'un mètre de diamètre avec un fil de soie aux nuances dorées. Ces toiles sont les plus grandes du monde.
Elles présentent habituellement un très fort dimorphisme sexuel, le mâle est plusieurs fois plus petit que la femelle.
Les toiles de toutes ces espèces hébergent régulièrement de petites Araignées cleptoparasites du genre Argyrodes (Theridiidae) 

## Liste des espèces
Selon World Spider Catalog (version 25.5, 24/07/2024) :
- Nephila comorana Strand, 1916
- Nephila constricta Karsch, 1879
- Nephila cornuta (Pallas, 1772)
- Nephila kuhli (Doleschall, 1859)
- Nephila pakistaniensis Ghafoor & Beg, 2002
- Nephila pilipes (Fabricius, 1793)
- Nephila tetragnathoides (Walckenaer, 1841)
- Nephila vitiana (Walckenaer, 1847)

Selon World Spider Catalog (version 23.5, 2023) :
- † Nephila breviembolus Wunderlich, 1986
- † Nephila burmanica (Poinar, 2012)
- † Nephila dommeli Wunderlich, 1982
- † Nephila furca Wunderlich, 1986
- † Nephila longembolus Wunderlich, 1986
- † Nephila pennatipes Scudder, 1885
- † Nephila tenuis Wunderlich, 1986

## Systématique et taxinomie
Ce genre a été décrit par Leach en 1815. Il est placé dans les Nephilidae par Kuntner en 2006, dans les Araneidae par Dimitrov et al. en 2017, dans les Nephilidae par Kuntner et al. en 2023 puis dans les Araneidae par Hormiga et al. en 2023.
Le sous-genre Trichonephila a été élevé au rang de genre par Kuntner et al. en 2019.
Geratonephila a été placé en synonymie par Wunderlich en 2015.

## Les néphiles et l'homme

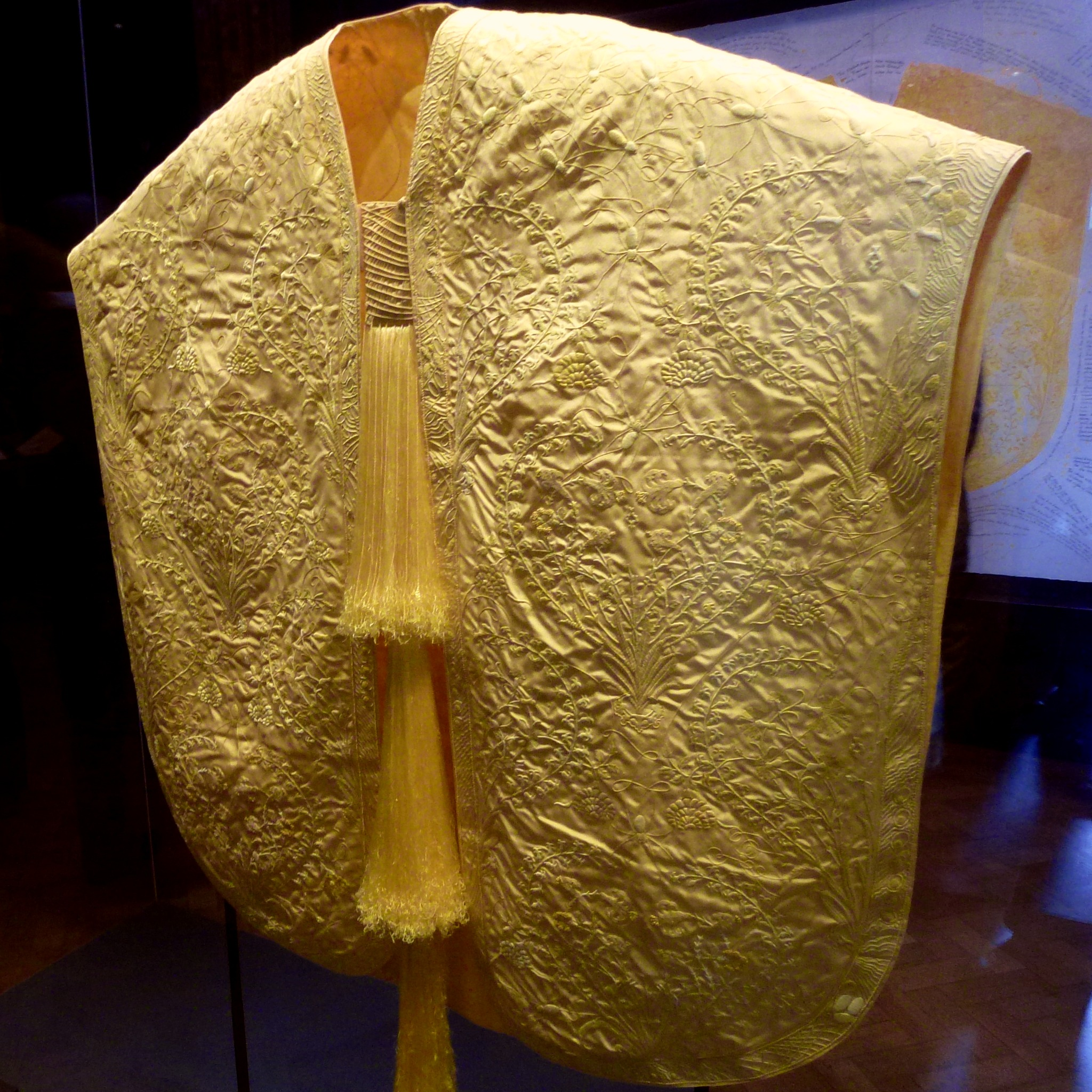
Une cape de Madagascar faite de soie d'araignée Nephila exposée au Victoria and Albert Museum de Londres en Juin 2012

Il y a eu des tentatives pour créer des soieries à Madagascar.

## Publication originale
- Leach, 1815 : « Araneae. » Zoological Miscellany; being Descriptions of New and Interesting Animals. London, vol. 2, p. 131-134.